# Risod
Risod is een nagar panchayat (plaats) in het district Washim van de Indiase staat Maharashtra. 

## Demografie
Volgens de Indiase volkstelling van 2001 wonen er 27.519 mensen in Risod, waarvan 52% mannelijk en 48% vrouwelijk is. De plaats heeft een alfabetiseringsgraad van 68%. 